# Junkyard (groupe)
Junkyard est un groupe américain de hard rock, originaire de Los Angeles, en Californie. Il est formé en 1987 avec des musiciens auparavant membres de Minor Threat, Big Boys, Decry et Dag Nasty. 
Le style musical du groupe est souvent comparé à Guns N' Roses (qui, comme Junkyard, a signé avec Geffen Records), Lynyrd Skynyrd ou encore L.A. Guns (un autre groupe de hard rock venant de Los Angeles et formé à la même époque).

## Histoire

### Origines
La formation originale du groupe comprend plusieurs membres qui avaient quitté Junkyard avant début de l'enregistrement de leur premier album studio. Max Gottlieb est le guitariste et premier compositeur, et le batteur de l'époque est Johnny Hell. Le skateur Tony Alva fait également brièvement partie du groupe. Après leur départ, la formation se stabilise autour du chanteur David Roach, du guitariste Chris Gates, du bassiste Clay Anthony et du batteur Patrick Muzingo. Brian Baker (guitariste ; ex-Dag Nasty et Minor Threat) rejoint le groupe juste avant l'enregistrement du premier album. Bien que le groupe soit fortement influencé par le rock sudiste, Baker déclare à Sounds : « Je déteste le concept. J'aime cette musique, mais je n'aime pas le drapeau rebelle ni le fait de vomir dans son pick-up[réf. nécessaire]. »
Le groupe signe chez Geffen Records en janvier 1988 et sort en 1989 un premier album éponyme, produit par Tom Werman. AllMusic le décrit comme intégrant « des éléments de rock sudiste, de boogie-woogie et du AC/DC dans un son compact ». L'album comprend les singles Hollywood et Simple Man. Deux ans plus tard, il est suivi par Sixes, Sevens and Nines, produit par Ed Stasium et avec la participation de Steve Earle. Anthony quitte le groupe peu avant la sortie du deuxième album, suite à des problèmes de drogue, et est remplacé par Todd Muscat (frère du guitariste de Faster Pussycat, Brent Muscat). Le groupe est renvoyé par Geffen en 1992, avec un troisième album enregistré mais non publié, et se sépare peu après. Ce troisième album, inédit, est publié sous le titre XXX et The Joker.

### Post-séparation et retour
David Roach fonda Borracho avec des membres de Promise et Dogs D'Amour, tandis que Gates formait 99 lbs. Muzingo forma Catfish, puis Battery Club. Baker, déjà un vétéran de la scène punk rock avant de rejoindre Junkyard, rejoint ensuite Bad Religion. Un album live de Junkyard, Shut Up – We're Trying to Practice!, sortit en 2000, et Baker, Roach, Muzingo et Muscat reformèrent le groupe, avec Tim Mosher (guitare, chant) à la formation. Une tournée au Japon suit, avec l'arrivée de Jo Dog, guitariste de Dogs D'Amour, pour ces dates. La nouvelle formation enregistre le mini-album Tried and True en 2003, composé d'anciens et de nouveaux titres. Depuis 2000, le groupe effectue deux tournées en Europe, co-anime le festival Serie Z (dans le sud de l'Espagne) avec des artistes très complémentaires à la stratégie marketing du groupe (dont The Hellacopters, The Quireboys, The Wildhearts, Radio Birdman, Georgia Satellites, Michelle Gun Elephant, Nine Pound Hammer et Reverend Horton Heat) et donne quelques concerts aux États-Unis, notamment à Austin, Tulsa et Los Angeles. En 2008, le groupe sort un album de morceaux inédits, initialement enregistrés pour une démo de 1987 qui leur permet de signer chez Geffen. L'album s'intitule Put It on Ten and Pull the Knobs Off!.
Le 10 juillet 2015, Junkyard sort deux nouveaux titres, Faded et The River sur Unison Music Group, suivis d'un CD single et d'un vinyle 7 pouces fin août. Le 21 avril 2017, le groupe sort son premier album studio en près de 20 ans, High Water, sur Acetate Records. Le 22 novembre 2019, Junkyard sort un album studio enregistré en 1992, Old Habits Die Hard.
Le 10 septembre 2021, Junkyard sort deux autres singles, Lifer et Last of a Dying Breed.
Le chanteur David Roach décède des suites d'un cancer le 1er août 2025 à l'âge de 59 ans.

## Projets parallèles
En dehors de Junkyard, les membres du groupe restent activement impliqués dans des projets individuels : Gates avec son groupe solo Chris Gates and Gatesville, basé à Austin. Ce dernier déclare : « Une fois qu'il est venu le temps de monter un groupe, le destin et un groupe d'amis communs m'ont envoyé le génie de la guitare Tony Redman. Notre première rencontre a été le point de départ de Gatesville. Plus nous jouons ensemble, plus nous nous poussons les uns les autres et la musique pour voir ce que nous pouvons en tirer. Le groupe a connu quelques changements de line-up jusqu'à ce que nous trouvions Scott Womack à la basse et Paul Soliz à la batterie. Une fois cette formation constituée, le groupe et la musique ont pris leur propre vie[réf. nécessaire]. » Baker, de son côté joue avec Bad Religion, et Mosher avec son groupe, The Light Brigade[source secondaire nécessaire].

## Membres

### Membres actuels
- Patrick Muzingo – batterie (1987–1992, depuis 2000)
- Todd Muscat – basse (1991–1992, depuis 2000)
- Tim Mosher – guitare (depuis 2000)
- Jimmy James – guitare (depuis 2017)

### Anciens membres
- David Roach – chant principal (1987–1992, 2000–2025 †)
- Max Gottlieb – guitare solo (1987)
- Clay Anthony – basse (1987–1991)
- Johnny Hell – batterie (1987)
- Chris Gates – guitare (1987–2009)
- Brian Baker – guitare solo (1989–1992, 2006–2017)

## Discographie

### Albums studio
- 1989 : Junkyard
- 1991 : Sixes, Sevens & Nines
- 1998 : Joker
- 1998 : XXX
- 2017 : High Water
- 2019 : Old Habits Die Hard (enregistré en 1992 mais inédit jusqu'à ce jour)

### Autres sorties
- 2000 : Shut Up – We're Trying to Practice! (album live)
- 2003 : Tried and True (EP)
- 2008 : Put It on Ten and Pull the Knobs Off! (compilation de titres inédits)

### Singles
- 1989 : Blooze
- 1989 : Hollywood
- 1989 : Simple Man
- 1991 : All the Time in the World
- 1991 : Misery Loves Company
- 1991 : Slippin' Away
- 1991 : Nowhere to Go But Down
- 2015 : Faded
- 2015 : The River
- 2021 : Lifer
- 2021 : Last of a Dying Breed

## Note et références
- (en) Cet article est partiellement ou en totalité issu de l’article de Wikipédia en anglais intitulé « Junkyard (band) » (voir la liste des auteurs).

1. ↑  (en) « Junkyard Songs, Albums, Reviews, Bio & More | ... », sur AllMusic (consulté le 4 août 2025)
2. ↑  (en-US) Editorial Team, « Former Junkyard Bassist Clay Anthony Dies In Car Crash », sur BraveWords - Where Music Lives, 19 décembre 2020 (consulté le 4 août 2025)
3. 1 2  (en) Junkyard - Junkyard | Album | AllMusic (lire en ligne)
4. 1 2 3 4  « Junkyard at MusicMight »
5. ↑  (en) Sixes, Sevens & Nines - Junkyard | Album | AllMusic (lire en ligne)
6. ↑  (en) « Junkyard Concert Setlists », sur setlist.fm (consulté le 5 août 2025)
7. ↑  (en) « Junkyard Setlist at Serie Z Festival 2003 », sur setlist.fm (consulté le 5 août 2025)
8. ↑  (en) « Sleaze Roxx: Junkyard Releases CD Of Early Recordings » [archive du 28 février 2008], sur www.sleazeroxx.com (consulté le 5 août 2025)
9. ↑  (en-US) Editorial Team, « Junkyard Reveal Artwork, Release Date For New Single Faded », sur BraveWords - Where Music Lives, 20 juin 2015 (consulté le 5 août 2025)
10. 1 2  (en-US) « Junkyard – Acetate Records » (consulté le 5 août 2025)
11. ↑  (en-US) Benidamika Jones Latam, « Junkyard frontman David Roach dies at 64 after cancer battle », sur www.soapcentral.com, 2 août 2025 (consulté le 5 août 2025)
12. ↑  « Chris Gates - Bio » [archive du 29 octobre 2013], sur www.chris-gates.com (consulté le 5 août 2025)
13. ↑  « The Light Brigade | Facebook »